# Daniel Pletinckx
Daniel Pletinckx, né à Bruxelles, Pays-Bas autrichiens, en 1774 et mort vers 1819, est un sculpteur flamand, français puis néerlandais.

## Biographie
Daniel Pletinckx est l'élève de Godecharle à Bruxelles. Il épouse Jeanne Millot, qui lui donne un fils. En 1808, il obtient le prix de sculpture de l'Académie pour son Buste du sculpteur François Duquesnoy.
Pletinckx est membre fondateur de la Société de peinture, sculpture et architecture de Bruxelles. Il est également médailliste des Académies de Bruxelles et de Gand.
Il demeurait à Bruxelles rue d'Anderlecht.
Daniel Pletinckx expose au Salon de Gand de 1810 et 1812, au Salon d'Anvers de 1813 et aux Salons de Bruxelles de 1811 à 1818.

## Hommage
Une rue porte son nom à Bruxelles.

## Œuvres
- Saint-Michel terrassant le démon, statue en pierre de France.
- Hercule et Omphale, modèle en terre cuite d'un groupe exécuté en pierre tendre.